# Rodney Gilfry
Rodney Gilfry ou Rod Gilfry est un chanteur d'opéra (baryton) américain né le 11 mars 1959 à Covina en Californie. 

## Biographie
Rodney Gilfry fait ses débuts à l'opéra de Francfort en 1987. Reconnu comme spécialiste de Mozart (Don Giovanni, Almaviva (Le nozze di Figaro), Guglielmo (Così fan tutte) et Papageno (La Flûte enchantée), il a aussi chanté Pelléas, Valentin, Oreste, Belcore ou encore Billy Budd. Il s'est également produit dans plusieurs comédies musicales telles Sweeney Todd et The Sound of Music.
Il crée l'opéra Nicholas and Alexandra de Deborah Drattell au Los Angeles Opera en 2003 dans lequel il est le tsar Nicolas II.